# Martín Viñales
Martín Viñales fue un militar y político argentino que luchó en la guerra de la Triple Alianza y en las guerras civiles argentinas.

## Biografía
Martín Viñales Amaya nació en la ciudad de Buenos Aires en 1846, hijo de Bernardo Viñales y de Martina Amaya.
Al estallar la guerra del Paraguay en 1865, Viñales se alistó en el batallón de la provincia de Santa Fe con el grado de teniente. Durante la batalla de Curupaytí resultó gravemente herido. Según biografistas, al ser conducido al hospital donde se le amputó un brazo dijo "No es nada, un brazo menos, la patria merece más". Más allá de sus palabras, no bien se repuso después de la amputación del brazo se reincorporó de inmediato al ejército y tomó parte de la campaña contra Juan Saá alcanzando el grado de mayor.
Durante la revolución de 1874, Viñales se hallaba en la provincia de Mendoza con sus excompañeros Carlos Villanueva Rolland, Larrain y Bernabé Martínez preparando un movimiento cuando fueron tomados prisioneros.
Teóricamente desterrados a Chile, al llegar a Uspallata supieron por un sacerdote que acababa de arribar de la ciudad de Mendoza para brindarles auxilio espiritual que se había decidido ejecutarlos en Punta de Vaca. Mientras se preparaba la ejecución, llegaron noticias de la entrada del general revolucionario José Miguel Arredondo en Mendoza y la orden de ponerlos en libertad.
Adhirió a la revolución de 1880 participando en la defensa de Buenos Aires contra las tropas nacionales. Posteriormente ocupó una banca de diputado en la Legislatura de Buenos Aires y finalizado su mandato se dedicó a las tareas rurales.
Falleció en Buenos Aires el 25 de febrero de 1907.
Estaba casado con María Carolina Antonia Álzaga Piñeyro (1855-1937) con quien tuvo dos hijos: Martín y Félix Alberto Viñales Álzaga.